# Marian Mojżesz Jacob
Marian Mojżesz Jacob (ur. 15 listopada 1900 w Warszawie, zm. 1944 tamże) – polski matematyk, profesor Uniwersytetu Jana Kazimierza we Lwowie, członek lwowskiej szkoły matematycznej, ofiara Holocaustu.

## Życiorys
W młodości był sympatykiem ruchu syjonistycznego i dlatego wyjechał do Palestyny. Po I wojnie światowej powrócił do Europy. Ukończył studia matematyczne w Wiedniu. Tam w 1925 uzyskał stopień naukowy doktora. Pracował w Assicurazioni Generali, początkowo w Trieście, a następnie w Warszawie. Po napaści Niemiec na Polskę w 1939 znalazł się we Lwowie. W czasie okupacji sowieckiej był profesorem matematyki na uniwersytecie lwowskim.
Należał do lwowskiej szkoły matematycznej.
Po zajęciu Lwowa w 1941 przez Niemców pracował w firmie Todta. Następnie znalazł się w Warszawie.
Na temat jego śmierci krążyły różne pogłoski. Część świadectw stwierdza, że zaginął bez śladu w 1942, inne że „Pod koniec wojny wyjechał do Warszawy, gdzie został zamordowany przez Niemców w nieznanych okolicznościach w 1944 r.”. Jego daleka krewna, Truda Rosenberg (ur. 1922), w opracowanych przez Hanię Fedorowicz i wydanych w 2012 wspomnieniach pt. Doznać cudu? podała bliższe dane na temat schyłku jego życia. W 1942 napisała z Warszawy do getta we Lwowie list do swojej rodziny i otrzymała odpowiedź od „profesora Mojżesza Jakuba”. Po kilku miesiącach spotkała się z nim w Warszawie. Później od jednego z jego studentów otrzymała wiadomość, że „profesor Jakub został zamęczony na Pawiaku”.
Miał brata Aarona, który po wojnie mieszkał w Wilkes-Barre w Pensylwanii w USA.